# Goniorhynchus chalybaealis
Goniorhynchus chalybaealis is een vlinder uit de familie van de grasmotten (Crambidae), uit de onderfamilie van de Spilomelinae. De wetenschappelijke naam van deze soort is voor het eerst voorgesteld als Botys chalybaealis door Pieter Snellen in een publicatie uit 1892.
De soort komt voor in Indonesië (Java).